# Josija Nobuko
Josija Nobuko (吉屋信子) (1896. január 12. – 1973. július 11.) japán író, novellista. A modern japán irodalom egyik legtermékenyebb és legsikeresebb írója volt, aki elsősorban romantikus regényeket, tinédzsereknek szóló történeteket írt, illetve a japán leszbikus irodalom egyik úttörője volt.

## Élete
Josija Niigata prefektúrában született, de a Tocsigi prefektúra területén található Mooka és Tocsigi városokban nőtt fel. Apja közalkalmazott volt, és amikor áthelyezték, a család vele költözött.  Josija volt a családban a legfiatalabb gyermek és az egyetlen lány, szülei szamuráj családból származtak.  Már tizenéves korában írni kezdett.

## Irodalmi pályája
Egyik legelső alkotása a Hana monogatari ( 花物語 "Virágtörténetek", 1916–1924) volt, amely 52 rövid történetet tartalmazott a romantikus barátság témájában és elsősorban a nők között vált népszerűvé. A "Virágtörténetek" általában távoli, viszontzatlan szerelemről szóltak, a nők közötti kapcsolatot szinte álomszerű, narcisztikus formában mutatja be.
A Yaneura no nishojo ( 屋根裏の二處女 "Két szűz a padláson", 1919) részben önéletrajzi regény, amely az egyetemi szobatársával folytatott szerelmi kapcsolaton alapult. A regény utolsó fejezetében a két lány úgy dönt, hogy összeköltözik és nyíltan vállalják kapcsolatukat. A regény a férfiak által dominált társadalom elleni támadás, erőteljesen feminista beállítódást mutat és általa nyilvánosságra kerültek Josija leszbikus vonzalmai is.
A Chi no hate made ("A világ végéig", 1920) című regénye elnyerte az oszakai Asahi Shimbun napilap díját
1925-ben Josija saját magazint indított Kuroshoubi (Fekete Rózsa) címmel, de nyolc hónap után megszüntette.  A "Fekete Rózsa" után Josija az azonos nemű felnőttek (elsősorban nők) közötti szexuális kapcsolatot a heteroszexuálitás alternatívájaként, a testvéri szeretet egyik formájaként kezdte ábrázolni.
További regényei: Onna no yujo ("Női barátság", 1933–1934), Otto no Teiso ( 良人の貞操 "Egy férj hűsége", 1936–1937), Onibi (鬼火 "Démontűz", 1951), Atakake no hitobito ( 安宅家の人々 "Az Ataka család", 1964–1965), Tokugawa no fujintachi ( 徳川の夫人たち "Tokugava nők", 1966) and Nyonin Heike ( 女人平家 "Heike asszonyai", 1971)
Bár Josija nem minden regénye ábrázolja a nők közötti szerelmi kapcsolatot, de még a normális családregényekben (mint pl. Az Ataka család) is elkerülte a heteroszexuális házasélet bemutatását. Írói stílusára jellemző a hangutánzó szavak kiterjedt használata, a felkiáltójelek és más, szokatlan diakritikus jelek használata. Regényeinek cselekménye szokatlan helyeken, a verandán vagy a padláson játszódik, ami szintén hozzájárult a melodramatikus hangulat kialakításához.
A szokatlan témaválasztás és az író szexuális beállítódása ellenére Josija regényeit széles körben publikálták és olvasták, még fiatal nők és házas asszonyok számára is megengedett volt. Az általa leírt legtöbb leszbikus kapcsolat plátói volt, amelynek előbb-utóbb véget vetett az iskola elvégzése, a diploma megszerzése, a házasság vagy a halál. A korabeli japán társadalomban a leszbikus vonzalom elfogadott volt a fiatal nők körében, mivel úgy tartották, hogy része a normális női szexuális fejlődésnek és előbb-utóbb átadja helyét a heteroszexuális kapcsolatoknak és a házasságnak.
Josija azonban nem csinált titkot abból, hogy élete végéig leszbikus maradt, és partnerével, Monma Csijóval lakott. Más japán közéleti szereplőkkel ellentétben számos részletet felfedett életéből fényképeken, esszéken és interjúkon keresztül.
A második világháború alatt Kamakura városban lakott, ahol 1962-ben építtetett egy hagyományos, japán stílusú faházat, amelyet halála után Kamakura városra hagyott. Ebben a házban ma a Josija Nobuko Emlékmúzeum működik, amely májusban, júniusban, októberben és november három-három napra nyit ki.